# Joseph Abrahams
Joseph Abrahams war ein britischer Rechtsanwalt. Er war der erste Jude, der in England als Solicitor zugelassen wurde.
1763 wurde Abrahams Kontorist beim Anwalt der King’s Bench George Ellis jr. und später bei Robt. Gill of Angel Court.  Am 23. Januar 1770 wurde er von Richter Yates als Anwalt der King’s Bench zugelassen und am 13. Februar des Jahres als Solicitor am Court of Chancery vereidigt. Er legte den Eid trotz seines jüdischen Glaubens auf die Bibel ab.
Seine Ernennung wird auch in Israel Zangwills 1925 uraufgeführtem Theaterstück „The King of Schnorrers“ kurz erwähnt, allerdings nicht in seiner gleichnamigen Novelle von 1894.